# Ingolf Schelhorn
Ingolf Schelhorn  (* 6. Mai 1934 in Heubisch; † 2014) war ein deutscher Maler und Grafiker.

## Leben und Werk
Schelhorn studierte 1948 bis 1952 an der Fachschule für Spielzeug und Keramik Sonneberg und 1952 bis 1954 an der Kunsthochschule Berlin-Weißensee bei Theo Balden und Kurt Robbel. Ab 1954 machte er eine Lehre als Positivretuscheur. Bis 1971 arbeitete er in diesem Beruf. Danach war er bis zu seinem Ableben in Leipzig freischaffender Maler und Grafiker. Er schuf mit Vorliebe Bilder von Landschaften und Interieurs.
Schelhorn war u. a. von 1972 bis 1988 auf der VII. bis X, Kunstausstellung der DDR in Dresden vertreten.

## Mitgliedschaften
- 1975 bis 1990 Mitglied im Verband Bildender Künstler der DDR
- ab 1990 Mitglied des Bundes Bildender Künstler Leipzig
- Mitglied der Artists Rights Society[1]

## Rezeption
„Schelhorn war es wichtig, die ihn umgebenden Alltagsdinge, die langjähriger Gebrauch einzigartig machte, in seinen Bildern festzuhalten und in ihrer eigenwilligen Schönheit zu dokumentieren. …Vielleicht darauf verweisend, wie wichtig das Alltägliche, das Bekannte für unser Wohlbefinden ist. Er brauchte auf diesen Bildern keine Menschen, denn alles Abgebildete war Teil von ihm selbst. So wie das ganze Anwesen, in dem er bescheiden und zurückgezogen wirkte, durch seiner Hände Arbeit Teil von ihm selbst geworden war… Er wusste um das Vergängliche auch seiner Person und deshalb war er in Demut bemüht, das von den Vorgängern Übernommene an die nächsten Generationen weiterzugeben. Das alles geschah im Stillen, ohne großes Aufheben um sein Schaffen oder gar seine Person.“

## Darstellung Schelhorns in der bildenden Kunst
- Johannes Heisig: Porträt des Malers Ingolf Schelhorn (Tafelbild, Öl; 2009)[3]

## Werke (Auswahl)
- Stillleben (Aquatinta; 1972; ausgestellt 1972/1973 auf der VII. Kunstausstellung der DDR)[4]
- Interieur I (Tafelbild, Öl; 1974; ausgestellt 1977/1978 auf der VIII. Kunstausstellung der DDR)[4]
- Fischgrätenmelkstand (Tafelbild, Öl; 1980; ausgestellt 1982/1983 auf der IX. Kunstausstellung der DDR)[4]
- Baustelle Kläranlage (Tafelbild, Acryl; ausgestellt 1987/1988 auf der X. Kunstausstellung der DDR)[4]
- Fenster im Winter (Tafelbild, Acryl; 2003; im Bestand der Kunsthalle der Sparkasse Leipzig)[5]

## Einzelausstellungen (Auswahl)
- 1998 Sonneberg, Städtische Galerie (Landschaft und Interieur)
- 2017 Garbisdorf, Galerie im Quellenhof